# Андре Прево (тенісист)
Андре Прево (фр. André Prévost; 28 лютого 1875 — 22 листопада 1951) — колишній французький тенісист.

## Фінали турнірів Великого шолома

### Одиночний розряд: 1 (0–1)
| Результат | Рік  | Турнір            | Покриття         | Суперник у фіналі | Рахунок у фіналі |
| Поразка   | 1900 | Чемпіонат Франції | Ґрунт (червоний) | Поль Еме          | 6–3, 6–0         |